# Lucha judía contra los británicos en el mandato de Palestina

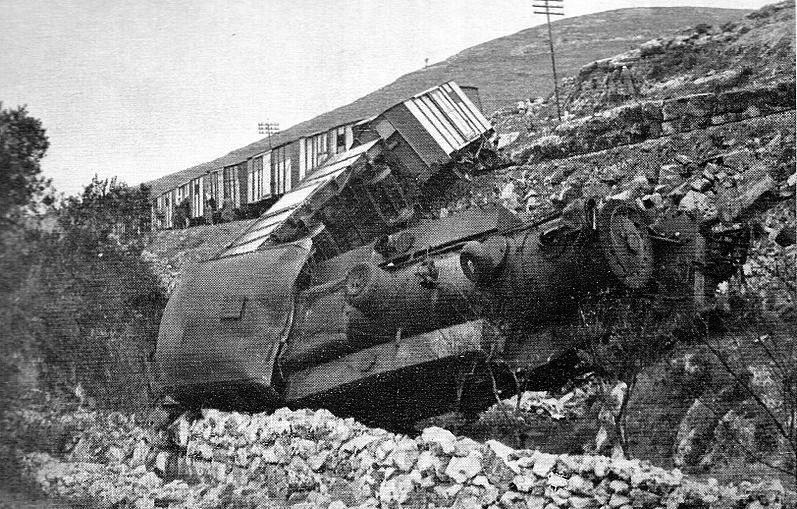
Sabotaje de los ferrocarriles Palestinos (Mandato británico) por parte de los Rebeldes Judios

La Resistencia armada judía contra los británicos se refiere a un conjunto de atentados, llevados a cabo por distintas organizaciones armadas judías clandestinas, contra las autoridades británicas en el territorio del Mandato Británico de Palestina durante los años 1945 y 1946.

## Contexto
Si bien en un principio las autoridades británicas se habían mostrado partidarias de permitir la inmigración judía hacia el territorio del Mandato, hacia finales de 1937 los británicos empezaron a lamentar su apoyo a la declaración Balfour, puesto que la oposición árabe (manifestada en revueltas y ataques contra el Yishuv) debía tenerse en cuenta en un momento dónde la situación internacional de pre-guerra requería el máximo número de apoyos. Una nueva declaración fue preparada por el secretario colonial, Malcolm MacDonald, quién señaló claramente el final del compromiso británico con los judíos y publicó el Nuevo Libro Blanco. Publicado semanas antes del comienzo de la Segunda Guerra Mundial, la declaración establecía que en el plazo de diez años Palestina se convertiría en un Estado independiente único. La inmigración judía se limitaría a 75.000 individuos por año, confirmando su estatus minoritario, y llegados a ese punto el gobierno británico daría por finalizado el proceso de acogida de judíos en Palestina.
Hacia 1938, el impedimento por parte de las autoridades británicas a la inmigración judía hacia Palestina (como puso de relieve el caso del barco SS Struma) confirmó la creencia judía de que la protección podía ser alcanzada únicamente mediante la construcción de un Estado donde los judíos pudieran controlar su propio destino. Con este objetivo en mente, la Haganah comenzó a comprar armas en el exterior. Más problemáticas para los británicos fueron las actividades de otros dos grupos clandestinos: el Irgún Tzvaí Leumí (Organización Militar Nacional) y el Lehi (Luchadores por la Libertad de Israel), que representaban el ala radical de derecha del sionismo, en conflicto con la Agencia Judía y el movimiento oficial.
En febrero de 1944, el Irgún, dirigido por un joven judío polaco llamado Menájem Beguin, proclamó que los británicos habían traicionado al pueblo judío y declaró la guerra al Mandato. El Lehi había sido creado por otro judío polaco, Abraham Stern, cuyo rencor hacia los británicos hizo que simpatizara con los alemanes. El 6 de noviembre de 1944, los miembros del Lehi asesinaron a Lord Moyne, el ministro británico en Medio Oriente. Este hecho provocó la antipatía de Winston Churchill, amigo cercano de Moyne, quien supuestamente había planeado permitir la creación del Estado judío justo después de la guerra.
El 31 de agosto de 1946 el presidente de los Estados Unidos, Harry S. Truman, pidió formalmente al gobierno británico que emitiese 100.000 certificados de inmigración, señalando que "ninguna otro materia es tan importante para quienes han conocido los horrores de los campos de concentración durante el Holocausto". La respuesta británica fue negativa e insensitiva, señalando que en los campos europeos había muchas víctimas de Hitler y que los judíos no debían ponerse a la cabeza de la lista. El tono de la contestación británica mostraba hasta qué punto la actitud británica se había alejado de la simpatía prosionista de 1944 y se abría así el camino para la resistencia armada de los judíos de Palestina.

## Acciones
A pesar de que en un principio la Agencia Judía mantenía buenas relaciones con las autoridades británicas, el cambio de actitud de éstas a partir de los años cuarenta hizo que David Ben-Gurión y sus colegas decidieran iniciar una revuelta armada. El 1 de octubre de 1944 se ordenó a la Haganah que diera comienzo formal a la revuelta armada. Sin embargo, primero era necesario alcanzar un acuerdo con los otros dos grupos armados judíos: el Irgún y el Lehi. En un encuentro convenido por el líder de la Haganah, Moshe Sneh, Menájem Beguin del Irgún y Nathan Yellin-Mor del Lehi, acordaron cooperar conjuntamente en un movimiento de resistencia hebreo unido. A pesar de que tal movimiento floreció en el invierno de 1945-1946, se trataba de una alianza desigual de distintos grupos bajo la primacía de la Haganah.
El poder de la nueva alianza se demostró en una operación coordinada en la noche del 31 de octubre de 1945, cuando la Haganah golpeó a los odiados instrumentos de la política británica de exclusión, los barcos de patrulla de la policía británica (que impedían la llegada de refugiados judíos por el mar), hundiendo dos de ellos en Haifa y otro en Jaffa. Simultáneamente, la Haganah interrumpieron el funcionamiento de la red ferroviaria con alrededor de quinientas explosiones, mientras el Irgún destruyó una locomotora y dañó otras seis en Lydda. La operación también se cobró su primera víctima cuando un miembro del Lehi, Moishele Bar Giora, murió por la explosión prematura durante un ataque abortado a los almacenes de tanques de petróleo en Haifa.
Frente a estos actos, los británicos aumentaron sus tropas y policías hasta un total de 100.000, un contingente que el gobierno británico no podía soportar por mucho tiempo debido a la crisis económica que sufría. El apoyo absoluto de la gran mayoría de los judíos palestinos a la resistencia hebrea hacía que está fuera prácticamente impenetrable y el recuerdo cercano del trato nazi hacia los judíos impedía que los británicos pudieran tomar medidas duras para sofocar la revuelta. El 25 de febrero de 1946 tres campos de aviación británicos fueron atacados, destruyendo veinte aviones, lo que supuso pérdidas de hasta dos millones de libras esterlinas para los ingleses. Los atentados contra el sistema de comunicación y las distintas infraestructuras británicas en Palestina continuaron, así como los ataques contra su personal. El 25 de abril, siete paracaidistas murieron en un ataque del Lehi en Tel Aviv. El símbolo final de la impotencia británica frente a los ataques ocurrió en la noche del 16 al 17 de junio cuando una operación judía conjunta consiguió destruir diez de los once puentes (por carretera y tren) en Palestina, aislándola temporalmente del resto del Medio Oriente.

## El atentado contra el Hotel King David
En el verano del 1946 la situación en Palestina empeoró para los británicos. 

## Consecuencias
La Revuelta judía sería uno de los motivos que conduciría a la evacuación forzada de los británicos en Palestina el 15 de mayo de 1948 y allanaría el camino para la creación del Estado judío.